# I WISH (モーニング娘。の曲)
『I WISH』（アイ ウィッシュ）は、モーニング娘。10枚目のシングル。2000年9月6日に発売された。

## 概要
市井紗耶香卒業後10人体制初のシングルで、10枚目の節目のシングル。本楽曲は、4期メンバーの辻希美・加護亜依のための曲と言われており『I(愛) WISH(希望)』という説もあるが、つんく♂は否定している。初回生産のみブックレット仕様。本作から薄型のマキシCDケースからアルバムCDケース（ジュエル・ケース）に移行される（通常盤は「リゾナント ブルー」まで）。
ダンス☆マンが編曲した前3作とは曲調が異なり、メジャーコードを用いたミディアムテンポの楽曲。最初はイントロなしでゴスペル調に進むが、サビの前でテンポアップし、ヒップホップの要素が入る。歌詞も恋愛からはやや離れ、「人生」をテーマにしている。
メインボーカルは後藤真希で、4期メンバーが初めてボーカルを担当。一方、安倍なつみをはじめ1期と2期がバックボーカルのユニゾンとなっている。
TBS『シドニー五輪』テーマソングであり、レポーターとして参加した番組で使用された。
テレビ東京系「アイドルをさがせ!」オープニング・テーマからエンディングテーマになった。
PVは年齢や仕事・性別も異なる様々な人々（メンバーが演じる）がそれぞれ夢を持ってある場所に集うというミュージカル仕立て。『映像ザ・モーニング娘。2〜シングルVクリップス〜』には冒頭約3分の物語付きで収録。なお、この物語では矢口真里が主役となっている。
辻希美と加護亜依、石川梨華、吉澤ひとみがそれぞれモーニング娘。を卒業する際にほぼソロで歌われた。
『The Best!〜Updated モーニング娘。〜』では、9期〜11期のメンバー9人によりカバーされているが、こちらはEDM調であり、テンポアップせずに終始冒頭のテンポで曲が進行する。
このほか、2018年3月14日にはKDDIとKDDI総合研究所との共同制作で当楽曲のUpdated版、およびモーニング娘。'18を起用した「音のVR」に対応したコンテンツを制作した。なお、当楽曲のUpdated版とモーニング娘。'18を起用したこのコンテンツは一般向けには2018年3月31日から4月1日までパシフィコ横浜で開催されたハロー!プロジェクトのイベント会場で出展、および同年4月以降よりKDDI直営店の一部や、HMVの一部の店頭でも体験コーナーが展開されたほか、更に同年5月31日から9月30日までの期間限定でスマートフォン・タブレット用の音のVR体験アプリ（iOS専用）も一般向けアプリとして配信された。
2022年1月14日（13日深夜）放送開始のテレビ東京系木ドラ24『真夜中にハロー!』ではエンディングテーマとして同曲の新録音バージョンが起用される（ただし、モーニング娘。'22名義としてクレジットされ、オケ自体はオリジナルバージョンと全く同じである）。
2022年3月18日、モーニング娘。としては21年半ぶりに新録した同楽曲をモーニング娘。'22（モーニングむすめ。トゥートゥー）名義でリリース。テレビ東京系・木ドラ24『真夜中にハロー!』エンディングテーマに起用された。2022年6月8日に発売されたシングル『Chu Chu Chu 僕らの未来/大・人生 Never Been Better!』初回生産限定盤SPでアディショナル・トラック扱いとしてCD初収録（音源化）となる。

## 収録曲
全作詞・作曲：つんく
1. I WISH
編曲：河野伸
2. あこがれ My Boy
編曲：AKIRA
3. I WISH (Instrumental)

## 参加メンバー
- 1期：中澤裕子、飯田圭織、安倍なつみ
- 2期：保田圭、矢口真里
- 3期：後藤真希
- 4期：石川梨華、吉澤ひとみ、辻希美、加護亜依

## 参加ミュージシャン
- 河野伸 - キーボード&プログラミング(1)
- 入江直之 - ベース(1)
- 林部直樹 - ギター(1)
- 三沢泉 - パーカッション(1)
- 荒木敏男 - トランペット(1)
- 菅坂雅彦 - トランペット(1)
- 横山均 - トランペット(1)
- 村田陽一 - トロンボーン&バストロンボーン(1)
- 辻冬樹 - トロンボーン(1)
- 有馬純晴 - ホルン(1)
- 阿部雅人 - ホルン(1)
- 金原千恵子グループ - ストリングス(1)
- D.J. COUNTRY - ターンテーブル(1)
- つんく - コーラス(1)

## 収録アルバム
- ベスト! モーニング娘。1
- モーニング娘。 ALL SINGLES COMPLETE 〜10th ANNIVERSARY〜
- The Best!〜Updated モーニング娘。〜

## 収録曲（モーニング娘。'22）
1. I WISH
作詞・作曲：つんく、編曲：河野伸

## リリース日一覧（モーニング娘。'22）
| 地域 | リリース日    | レーベル       | 規格                 | カタログ番号                          |
| ---- | ------------- | -------------- | -------------------- | ------------------------------------- |
| 日本 | 2022年3月18日 | UP-FRONT WORKS | ダウンロードシングル | UFDL-1494（LC-AAC・128/320kbps）      |
| 日本 | 2022年3月18日 | UP-FRONT WORKS | ダウンロードシングル | UFDL-1494-HR（FLAC/WAV・96kHz/24bit） |

## 参加メンバー（モーニング娘。'22）
- 9期：譜久村聖、生田衣梨奈
- 10期：石田亜佑美
- 11期：小田さくら
- 12期：野中美希、牧野真莉愛、羽賀朱音
- 13期：加賀楓、横山玲奈
- 14期：森戸知沙希
- 15期：北川莉央、岡村ほまれ、山﨑愛生

## カバー
- ヴァネッサ・ウィリアムス - トリビュートアルバム『カバー・モーニング娘。!』（2001年12月19日発売）に収録。
- 後藤真希 - ベストアルバム『後藤真希 COMPLETE BEST ALBUM 2001-2007 〜Singles & Rare Tracks〜』（2010年9月22日発売）DISC2にソロテイクVer.として収録。
- 犬山たまき - 配信限定アルバム『IMAGINATION vol.3』（2020年10月24日発売）に収録。2020年12月23日にはCDが限定販売された。
- 後藤真希 - 配信限定カバーアルバム『Song of You and Me!』（2022年11月2日発売）に収録。
- NaNoMoRaL - トリビュートアルバム『シューティング スター』（2024年11月11日発売）に収録。